# Garonna
Garonna (fr. Garonne [ɡa.ʁɔn]) – rzeka w południowo-zachodniej Francji. Jej źródła znajdują się w Pirenejach na terytorium Hiszpanii.
W dużej części jej bieg znajduje się na terytorium Gujenny.
Na północ od Bordeaux Garonna łączy się z Dordogne tworząc Żyrondę i uchodzi do Oceanu Atlantyckiego w formie estuarium. Długość Garonny/Żyrondy wynosi 650 km. Garonnę charakteryzują duże wahania poziomu wody związane z pływami morskimi. Żeglowna na długości 200 km, połączona jest Kanałem Południowym z Morzem Śródziemnym.
Główne dopływy: Lot, Dordogne, Save, Gers, Tarn, Neste, Ariège, Baise, Arize, Ciron.
Miasta leżące nad Garonną:
- Tuluza
- Bordeaux
- Castets-en-Dorthe
- Agen
- Castelsarrasin
- Saint-Gaudens